# 童子教
童子教（どうじきょう）は、鎌倉時代から明治の中頃まで使われた日本の初等教育用の教訓書。成立は鎌倉中期以前とされるが、現存する最古のものは1377年の書写である。著者は不明であるが、平安前期の天台宗の僧侶安然（あんねん）の作とする説がある。7歳から15歳向けに書かれたもので、子供が身に付けるべき基本的な素養や、仏教的、儒教的な教えが盛り込まれている。江戸時代には寺子屋の教科書としてよく使われた。女子向けの「女童子教」など、「○○童子教」といったさまざまな対象に向けた類書も書かれた。

## 内容
| 本文 夫れ貴人の前に居ては 顕露に立つことを得ず 道路に遇うては跪いて過ぎよ 召す事有らば敬って承れ 両の手を胸に当てて向かえ 慎んで左右を顧みず 問わずんば答えず 仰せ有らば謹んで聞け 三宝には三礼を尽くせ 神明には再拝を致せ 人間には一礼を成せ 師君には頂戴すべし 墓を過ぐる時は則ち慎め 社を過ぐる時は則ち下りよ 堂塔の前に向かって 不浄を行うべからず 聖教の上に向かって 無礼を致すべからず 人倫礼有れば 朝廷必ず法有り 人にして礼無き者は 衆中又過有り 衆に交わりて雑言せず 事畢らば速やかに避けよ 事に触れて朋に違わず 言語離るることを得ず 語多きは品少なし 老いたる狗の友を吠ゆるが如し 懈怠する者は食を急ぐ 痩せたる猿の菓を貪るが如し 勇める者は必ず危き事あり 夏の虫の火に入るが如し 鈍き者は亦過ち無し 春の鳥の林に遊ぶが如し 人の耳は壁に付く 密かにして讒言すること勿れ 人の眼は天に懸かる 隠して犯し用うること勿れ 車は三寸の轄を以って 千里の路を遊行す 人は三寸の舌を以って 五尺の身を破損す 口は是禍の門 舌は是禍の根 口をして鼻の如くならしめば 身終るまで敢えて事無し 過言一たび出ずれば 罵追舌を返さず 白圭の玉は磨くべし 悪言の玉は磨き難し 禍福は門無し 唯人の招く所に在り 天の作る災は避くべし 自ら作る災は逃れ難し 夫れ積善の家には 必ず余慶あり 又好悪の処には 必ず余殃あり 人にして陰徳あれば 必ず陽報あり 人にして陰行あれば 必ず照明あり 信力堅固の門には 災禍の雲起こること無し 念力強盛の家には 福祐の月光を増す 心の同じならざるは面の如し 譬えば水の器に随うが如し 他人の弓を挽かざれ 他人の馬に騎らざれ 前車の覆るを見て 後車の誡とす 前事の忘れざるを 後事の師とす 善立って名を流す 寵極まって禍多し 人は死して名を留む 虎は死して皮を留む 国土を治むる賢王は 鰥寡を侮ること勿れ 君子は人を誉めず 則ち民に怨となる 境に入っては禁を問い 国に入っては国を問い 郷に入っては郷に随い 俗に入っては俗に随い 門に入っては先ず諱を問え 主人を敬うが為なり 君所に私の諱無し 二つ無きは尊号なり 愚者は遠き慮り無し 必ず近き憂い有るべし 管を用いて天を窺う如く 針を用いて地を指すに似たり 神明は愚人を罰す 殺すに非ず懲らしめんが為なり 師匠の弟子を打つは 悪むにあらず能からしめんが為なり 生まれながらにして貴き者は無し 習い修して智徳と成る 貴き者は必ず富まず 富める者は未だ必ず貴からず 富めると雖も心多きは欲 是を名づけて貧人とす 貧しきと雖も心欲せば足れり 是を名づけて富人とす 師の弟子に訓えざる 是を名づけて破戒となす 師の弟子を呵責する 是を名づけて持戒となす 悪しき弟子を蓄むれば 師弟地獄に堕つ 善き弟子を養えば 師弟仏果に至る 教えに順わざる弟子は 早く父母に返すべし 和らかならざる者を寃めんと擬すれば 怨敵と成って害を加う 悪人に順って避けざれば 緤げる犬の柱を廻るが如し 善人に馴れて離れざれば 大船の海に浮かべるが如し 善き友に随順すれば 麻中の蓬の直きが如し 悪しき友に親近すれば 藪の中の荊曲の如し 祖に離れ疎師に付きて 戒定恵の業を習え 根性は愚鈍なりと雖も 自ずから好めば学位に到る 一日に一字学びて 三百六十字 一字千金に当たる 一点他生を助く 一日師を疎かにせず 况や数年の師を乎 師は三世の契り 祖は一世の睦 弟子は七尺去って 師の影を踏むべからず 観音は師考の為に 宝冠に弥陀を戴き 勢至は親考の為に 頭に父母の骨を戴き 瓶に白骨を納む 朝は早く起きて手を洗い 意を摂めて経巻を誦せよ 夕には遅く寝るとも足を洒ぎ 性を静めて義理を案ぜよ 習い読めど意にいれざれば 酔い寐て讇を語るが如し 千巻を読めども復さざれば 財無くして町に臨むが如し 薄き衣の冬の夜も 寒を忍びて通夜に誦せよ 乏しき食の夏の日も 飢を除きて終日習え 酒に酔えば心狂乱し 食を過ごせば学文に倦む 身を温むれば睡眠を増す 身を安んずれば懈怠起こる 匡衡は夜学の為 壁を鑿ちて月光を招く 孫教は学問の為 戸を閉じて人を通せず 蘇秦は学文の為 錐を股に刺して眠らず 俊教は学文の為 縄を頸に懸けて眠らず 車胤は夜学を好んで 蛍を聚めて燈とす 宣士は夜学を好んで 雪を積みて燈とす 休穆は文に意を入れて 冠の落つるを知らず 高鳳は文に意を入れて 麦の流るるを知らず 劉完は衣を織り乍ら 口に書を誦して息まず 倪寛は耕作し乍ら 腰に文を帯びて捨てず 此等の人は皆 昼夜学文を好みしに 文操国家に満つ 遂に碩学の位に到る 縦え塞を磨き筒を振るとも 口には恒に経論を誦せよ 又弓を削り矢を矧げども 腰には常に文書を挿しはさみ 張儀は新古を誦して 枯木菓を結ぶ 亀耄は史記を誦して 古骨に膏を得たり 伯英は九歳にして初めに 早く博士の位に到る 宗吏は七十にして初めて 学を好んで師伝に昇る 智者は下劣なりと雖も 高台の客に登り 愚者は高位なりと雖も 奈利の底に堕つ 智者の作る罪は 大いなれども地獄に堕ちず 愚者の作る罪は 小さなれど必ず地獄に堕つ 愚者は常に憂いを懐く 譬えば獄中の囚の如し 智者は常に歓楽す 猶光音天の如し 父の恩は山より高し 須弥山尚下し 母の徳は海よりも深し 滄溟海還って浅し 白骨は父の淫 赤肉は母の淫 赤白二諦和して 五体身分と成る 胎内に処ること十月 身心恒に苦労し 胎下に生まれて数年 父母の養育を蒙る 昼は父の膝に居て 摩頂を蒙ること多年 夜は母の懐に臥して 乳味を費すこと数斛 朝には山野に交わりて 蹄を殺して妻子を養う 暮には紅海に臨みて 鱗を漁って身命を資く 旦暮の命を資けん為に 日夜悪業を造りて 朝夕の味を嗜まんとす 多劫地獄に堕つ 恩を戴きて恩を知らざるは 樹の鳥の枝を枯らすが如く 徳を蒙りて徳を思わざるは 野の鹿の草を損ぜしむるが如し 酉夢其の父を打てば 天雷其の身を裂く 班婦其の母を罵れば 霊蛇其の命を吸う 郭巨は母を養わん為 穴を掘って金の釜を得 姜詩は自婦を去って 水を汲むに庭泉を得 孟宗は竹中に哭きて 深雪の中に筍を抜く 王祥歎きて氷を叩けば 堅凍の上魚踊る 舜子は盲父を養いて 涕泣すれば両眼開く 刑渠は老母を養いて 食を噛みて齢若く成る 董永は一身を売りて 考養の御器に備う 楊威は独りの母を念いて 虎の前に啼きて害を免る 顔烏墓に土を負えば 烏鳥来たりて運び埋む 許牧自ら墓を作るに 松柏植わりて墓と作る 此等の人は皆 父母に孝養を致せば 仏神憐愍を垂る 望む所悉く成就す 生死の命は無常なり 早く欣うべきは涅槃なり 煩悩の身は不浄なる 速やかに求むべきは菩提なり 厭うても厭うべきは娑婆なり 会者定離の苦 恐れても恐るべきは六道なり 生者必滅の悲しみ 寿命は蜉蝣の如し 朝に生まれて夕に死す 身体芭蕉の如し 風に随って壊れ易し 綾羅の錦繍は 全く冥途の貯えに非ず 黄金珠玉は 只一世の財宝 栄花栄耀は 更に仏道の資けに非ず 官位寵職は 唯現世の名聞 亀鶴の契りを致す 露命消えざる程 鴛鴦の衾を重ぬるも 身体の破れざる間 忉利摩尼殿も 遷化の無常を歎く 大梵高台の客も 火血刀の苦しみを悲しむ 須達の十徳も 無常に留まること無し 阿育の七宝にても 寿命を買うに無し 月支の月を還せし威も 炎王の使いに縛らる 龍帝の龍を投ぐる力も 獄卒の杖に打たる 人尤も施し行うべし 布施は菩提の粮 人最も財を惜しまざれ 財宝は菩提の障り 若し人貧窮の身にて 布施すべき財無くんば 他の布施する時を見て 随喜の心を生ずべし 心に悲しみて一人に施せ 功徳大海の如し 己の為に諸人に施せ 報いを得ること芥子の如し 砂を聚めて塔と為す人は 早く黄金の膚を研く 花を折って仏に供ずる輩は 速やかに蓮台の趺を結ぶ 一句信受の力 転輪王の位に超えたり 半偈聞法の徳は 三千界の宝に勝れり 上は須く仏道を求む 中ばは四恩を報ずべし 下は徧く六道に及ぶ 共に仏道を成ずべし 幼童を誘引せんが為に 因果の道理を註す 内典外典より出だす 見る者誹謗すること勿れ 聞く者笑いを生ずることなかれ | よみ それきじんのまえにいては けんろにたつことをえず どうろにおうてはひざまずいてすぎよ めすことあらばうやまってうけたまわれ りょうのてをむねにあててむかえ つつしんでさゆうをかえりみず とわずんばこたえず おおせあらばつつしんできけ さんぽうにはさんれいをつくせ しんめいにはさいはいをいたせ にんげんにはいちれいをなせ しくんにはちょうだいすべし はかをすぐるときはすなわちつつしめ やしろをすぐるときはすなわちおりよ どうとうのまえにむかって ふじょうをおこなうべからず しょうぎょうのうえにむかって ぶれいをいたすべからず じんりんれいあれば ちょうていかならずほうあり ひとにしてれいなきものは しゅちゅうまたとがあり しゅにまじわりてぞうごんせず ことおわらばすみやかにさけよ ことにふれてともにたがわす げんごはなるることをえず ことばおおきはしなすくなし おいたるいぬのともをほゆるがごとし けたいするものはしょくをいそぐ やせたるさるのこのみをむさぼるがごとし いさめるものはかならずあやうきことあり なつのむしのひにいるがごとし にぶきものはまたあやまちなし はるのとりのはやしにあそぶがごとし ひとのみみはかべにつく ひそかにしてざんげんすることなかれ ひとのめはてんにかかる かくしておかしもちうることなかれ くるまはさんずんのくさびをもって せんりのみちをゆぎょうす ひとはさんずんのしたをもって ごしゃくのみをはそんす くちはこれわざわいのかど したはこれわざわいのね くちをしてはなのごとくならしめば みおわるまであえてことなし かごんひとたびいずれば しついしたをかえさず はくけいのたまはみがくべし あくげんのたまはみがきがたし かふくはもんなし ただひとのまねくところにあり てんのつくるさいはさくべし みずからつくるさいはのがれがたし それせきぜんのいえには かならずよけいあり またこうあくのところには かならずよおうあり ひとにしていんとくあれば かならずようほうあり ひとにしていんぎょうあれば かならずしょうめいあり しんりきけんごのかどには さいかのくもおこることなし ねんりききょうせいのいえには ふくゆうのつきひかりをます こころのおなじならざるはおもてのごとし たとえばみずのうつわにしたがうがごとし たにんのゆみをひかざれ たにんのうまにのらざれ ぜんしゃのくつがえるをみて ごしゃのいましめとす ぜんじのわすれざるを ごじのしとす ぜんたってなをながす ちょうきわまってわざわいおおし ひとはししてなをとどむ とらはししてかわをとどむ こくどをおさむるけんおうは かんかをあなどることなかれ くんしはひとをほめず すなわちたみにあだとなる きょうにいってはいましめをとい くににいってはくにをとい ごうにいってはごうにしたがい ぞくにいってはぞくにしたがい もんにいってはまずいみなをとえ しゅじんをうやまうがためなり くんしょにわたくしのいみななし ふたつなきはそんごうなり ぐしゃはとおきおもんばかりなし かならずちかきうれいあるべし くだをもちいててんをうかがうごとく はりをもちいてちをさすににたり しんめいはぐにんをばっす ころすにあらずこらしめんがためなり ししょうのでしをうつは にくむにあらずよからしめんがためなり うまれながらにしてたっときものはなし ならいじゅしてちとくとなる たっときものはかならずとまず とめるものはいまだかならずたっとからず とめるといえどもこころおおきはよく これをなづけてひんにんとす まずしきといえどもこころほっせればたれり これをなづけてふじんとす しのでしにおしえざる これをなづけてはかいとなす しのでしをかしゃくする これをなづけてじかいとなす あしきでしをとどむれば していじごくにおつ よきでしをやしなえば していぶっかにいたる おしえにしたがわざるでしは はやくふぼにかえすべし やすらかならざるものをなだめんとぎすれば おんてきとなってがいをくわう あくにんにしたがってさけざれば つなげるいぬのはしらをめぐるがごとし ぜんにんになれてはなれざれば たいせんのうみにうかべるがごとし よきともにずいじゅんすれば まちゅうのよもぎのなおきがごとし あしきともにしんきんすれば やぶのなかのけいきょくのごとし そにはなれそしにつきて かいじょうえのぎょうをならえ こんじょうはぐどんなりといえども おのずからこのめばがくいにいたる いちにちにいちじまなびて さんびゃくろくじゅうじ いちじせんきんにあたる いってんたしょうをたすく いちにちしをおろそかにせず いわんやすうねんのしをや しはさんぜのちぎり そはいっせのむつみ でしはしちしゃくさって しのかげをふむべからず かんのんはしこうのために ほうかんにみだをいただき せいしはしんこうのために こうべにふぼのほねをいただき ほうびんにはくこつをおさむ あしたははやくおきててをあらい こころをおさめてきょうかんをじゅせよ ゆうべにはおそくいねるともあしをそそぎ せいをしずめてぎりをあんぜよ ならいよめどこころにいれざれば よいねてむつごとをかたるがごとし せんかんをよめどもふくさざれば ざいなくしてまちにのぞむがごとし うすきころものふゆのよも かんをしのびてつうやにじゅせよ とぼしきしょくのなつのひも うえをのぞきてひねもすならえ さけによえばこころきょうらんし しょくをすごせばがくもんにうむ みをあたたむればすいみんをます みをやすんずればけたいおこる きょうこうはやがくのため かべをうがちてげっこうをまねく そんきょうはがくもんのため とをとじてひとをつうせず そしんはがくもんのため きりをももにさしてねむらず しゅんきょうはがくもんのため なわをくびにかけてねむらず しゃいんはやがくをこのんで ほたるをあつめてともしびとす せんしはやがくをこのんで ゆきをつみてともしびとす きゅうぼくはぶんにこころをいれて かんむりのおつるをしらず こうほうはぶんにこころをいれて むぎのながるるをしらず りゅうかんはきぬをおりながら くちにしょをじゅしてやすまず げいかんはこうさくしながら こしにふみをおびてすてず これらのひとはみな ちゅうやがくもんをこのみしに ぶんそうこっかにみつ ついにせきがくのくらいにいたる たとえさいをみがきつつをふるとも くちにはつねにきょうろんをじゅせよ またゆみをけずりやをはげども こしにはつねにぶんしょをさしはさみ ちょうぎはしんこをじゅして こぼくこのみをむすぶ きもうはしきをじゅして ここつにあぶらをえたり はくえいはくさいにしてはじめに はやくはかせのくらいにいたる そうしはしちじゅうにしてはじめて がくをこのんでしでんにのぼる ちしゃはげれつなりといえども こうだいのかくにのぼり ぐしゃはこういなりといえども ないりのそこにおつ ちしゃのつくるつみは おおいなれどもじごくにおちず ぐしゃのつくるつみは ちいさなれどかならずじごくにおつ ぐしゃはつねにうれいをいだく たとえばごくちゅうのとらわれびとのごとし ちしゃはつねにかんらくす なおこうおんてんのごとし ちちのおんはやまよりたかし しゅみせんなおひくし ははのとくはうみよりもふかし そうめいかいかえってあさし はくこつはちちのいん しゃくにくはははのいん しゃくびゃくにたいわして ごたいしんふんとなる たいないにおることとつき しんしんつねにくろうし たいげにうまれてすうねん ふぼのよういくをこうむる ひるはちちのひざにいて まとうをこうむることたねん よるはははのふところにふして にゅうみをついやすことすうこく あしたにはさんやにまじわりて ひづめをころしてさいしをやしなう くれにはこうかいにのぞみて うろくずをすなどってしんめいをたすく たんほのいのちをたすけんために にちやあくごうをつくりて ちょうせきのあじわいをたしなまんとす たこうじごくにおつ おんをいただきておんをしらざるは きのとりのえだをからすがごとく とくをこうむりてとくをおもわざるは ののししのくさをそんぜしむるがごとし ゆうむそのちちをうてば てんらいそのみをさく はんふそのははをののしれば れいじゃそのいのちをすう かくきょはははをやしなわんため あなをほってこがねのかまをう きょうしはじふをさって みずをくむにていせんをう もうそうはちくちゅうになげきて しんせつのうちにたけのこをぬく おうしょうなげきてこおりをたたけば けんとうのうえうおおどる しゅんしはもうふをやしないて ていきゅうすればりょうがんひらく けいきょはろうぼをやしないて しょくをかみてよわいわかくなる とうえいはいっしんをうりて こうようのぎょきにそなう よういはひとりのははをおもいて とらのまえになきてがいをのがる がんうはかにつちをおえば からすきたりてはこびうずむ きょぼくみづからはかをつくるに しょうはくうわりてはかとなる これらのひとはみな ふぼにこうようをいたせば ぶっしんれんみんをたる のぞむどころことごとくじょうじゅす しょうしのいのちはむじょうなり はやくねがうべきはねはんなり ぼんのうのみはふじょうなり すみやかにもとむべきはぼだいなり いとうてもいとうべきはしゃばなり えしゃじょうりのく おそれてもおそるべきはろくどうなり しょうじゃひつめつのかなしみ じゅみょうはぶゆうのごとし あしたにうまれてゆうべにしす しんたいばしょうのごとし かぜにしたがってやぶれやすし りょうらのきんしゅうは まったくめいどのたくわえにあらず おうごんしゅぎょくは ただいっせのざいほう えいがえいようは さらにぶつどうのたすけにあらず かんいちょうしょくは ただげんせのみょうもん きかくのちぎりをいたす ろめいきえざるほど えんおうのふすまをかさぬるも しんたいのやぶれざるあいだ とうりまにでんも せんげのむじょうをなげく だいぼんこうだいのかくも かけっとうのくるしみをかなしむ しゅだつのじっとくも むじょうにとどまることなし あいくのしっぽうにても じゅみょうをかうになし がっしのつきをかえせしいきおいも えんおうのつかいにしばらる りゅうていのりゅうをなぐるちからも ごくそつのつえにうたる ひともっともほどこしおこなうべし ふせはぼだいのかて ひともっともざいをおしまざれ ざいほうはぼだいのさわり もしひとひんきゅうのみにて ふせすべきざいなくんば ひのふせするときをみて ずいきのこころをしょうずべし こころにかなしみていちにんにほどこせ くどくだいかいのごとし おのれのためにしょにんにほどこせ むくいをうることけしのごとし すなをあつめてとうとなすひとは はやくおうごんのはだえをみがく はなをおってほとけにきょうずるともがらは すみやかにれんだいのはなぶさをむすぶ いっくしんじゅのちから てんりんおうのくらいにこえたり はんげもんほうのとくは さんぜんかいのたからにまされり かみはすべがらくぶつどうをもとむ なかばはしおんをほうずべし しもはあまねくろくどうにおよぶ ともにぶつどうをじょうずべし ようどうをゆういんせんがために いんがのどうりをちゅうす ないでんがいでんよりいだす みるものひぼうすることなかれ きくものわらいをしょうずることなかれ | 意味 偉い人の前にいるときは 目立とうとしてはいけない 道で会った時には跪いて通り過ぎるのを待て 偉い人に呼ばれたら敬意を持って恭しく聞け 手を後ろに回してはいけない 左右をキョロキョロ見てはいけない 聞かれてないことを答える必要はない 人の話を聞くときは恭しい態度で聞け 仏陀、その教え、僧侶には三回礼をしなさい 神社では二回礼をしなさい 知り合いに有ったら一回礼をしなさい 師匠や偉い人には敬意を込めて礼をしなさい 墓の前を通るときは静かにしなさい 神社の前を通るときは乗り物から降りなさい お寺の堂塔の前では 不謹慎な振る舞いをしてはいけない 大切なことを教えてくれているときは 静かにしてしっかり話を聞きなさい 人付き合いに礼儀があるように 朝廷にも決まりがあります 礼儀を知らない人は 普段の生活の中でも失敗します 多くの人と話すとき無駄話をしてはいけない 用件が終わったらさっさと切り上げなさい 友達と対立してはいけない 思ってもいないことを口にしてはいけない おしゃべりはあまりよくない 老犬が顔見知りの犬に吠えるようなものです 怠け者は食事のことばかり考えている 痩せた猿が木の実を貪り喰うようなものです 勇ましい人は危ない目に遭う 夏の虫が日の中に飛び込むようなものです 反応が鈍い人は間違いが少ない 春の鳥が林でのんびりしてるようなものです 誰かが壁に耳をつけて聞いてるかもしれない だからこっそり悪口を言ってはいけない 誰かが上から見ているかもしれない だから隠れて悪いことをしてはいけない 車は短い楔によって はるか遠くまで進んでいく 人は小さな舌によって 自分の身をダメにしてしまう 口は禍の出てくる門のようなものです 舌は禍の生じる根っこのようなものです 口を鼻のようにして喋らなければ 口は禍のもとになる心配はない 一度喋った言葉は どうやっても取り消すことはできない 心の中にある玉を磨き上げなさい 不満を言っている人の玉は綺麗にできない 禍や福は決まった家に入るわけではない すべて人が招いている 天災は避けることはできるが 自分で作った禍からは逃げられない 日頃から善行を積み重ねている人の家には 思いがけないよいことが起こる 自分の好みで人を憎む人には 思いがけない悪いことが起こる 隠れたところでよい行いをしていれば よい知らせがもたらされる 隠れたところで立派な行いをしていれば その人の名は皆に知られていく 信仰の力がしっかりしている家には 災禍が起こる心配はない 正しい教えを強く信じ願っている家には 幸福の光が一段と大きくなる 顔の表情がクルクル変わるのは 水が容器に随って形を変えるようなもの 他人の弓を引いてはいけない 他人の馬に乗ってはいけない 前を走る人力車が覆るのを見たら 後ろを走る車は気をつけるように 同じように前に失敗したことを忘れずに 後日に生かすようにしてください 善による評判は子々孫々まで伝わる やりすぎると禍がふりかかります 人は死んだら名前を残し 虎は死んだら皮を残して存在感を示します 国を治める王様は 妻を失ったことを歎いている暇などない 立派な人はめったに人を誉めない 下手に褒めると怨みを買うことがあるから 他の地域に行ったら禁止事項を聞きなさい 他の国に行ったら決まりを聞きなさい ある村に行ったらその村のルールに随い ある場所に行ったらその場所のルールに随え 他人の家に行ったら先祖の呼び名を聞け それはその家の主人を敬うということ 君主には自分の諱はない 君主には尊い呼び名が一つだけあります 愚者は将来のことを考えない だから近いうちに心配事が起きます 細い管で天を見ても狭いところしか見えない 針を地面に刺すようなもので効果がない 神様は愚かな人に罰を与える 懲らしめて反省させるためです 師匠が弟子を厳しく指導するのは 弟子によくなって欲しいと思うから 生まれたときから立派な人はいない 学び覚えて智恵や徳が身に付いてくる 貴い人が必ずしも金持ちだとは限らない 金持ちだからといって貴いとは限らない 金持ちでも思いやりの心がなければ 貧しい人といっていい お金がなくても心が綺麗な人は 豊かな人といっていい 先生が弟子をしっかり教えないのは 仏の教えに背くものです 先生が弟子を厳しく指導するのは 仏の大切な教えを守ることです 悪い弟子をつくってしまうと 師弟は一緒に地獄に堕ちてしまう 善い弟子を養えば 師弟は一緒に悟りに到る 教えに随わない弟子は さっさと父母のところに返せ 相手に誤魔化そうといい加減なことをいうと かえって怨まれて害を加えてくる 悪い人との付き合いをやめなければ 悪い人から離れられなくなる 善い人のそばにいるようにすれば 大きな船に乗っているような安心感がある 善い友に交われば 善い影響を受けてまっすぐ伸びていく 悪い友に交われば 悪い影響を受けて曲がりくねってしまう 遠くの師匠に弟子入りして 大切な三つの事柄（戒業恵）を学びなさい 生まれつきの性質が鈍くても 一所懸命に勉強すれば一定の成果が出せる 一日に一字ずつ学べば 一年で三百六十字を学べる その一字は千金に値するほど貴重です 細かいとこも覚えれば来世でも助けられる 一日だけ教わった先生でも大事にしなさい 何年も教わった先生には感謝し尊敬しなさい 師との縁は前世、今世、来世の三世にわたる 生まれた家や土地はこの世だけのつながり 先生と歩くときは弟子は後ろに下がって 先生の影を踏まないようにしなさい 観音菩薩は師への敬意を表すために 冠に阿弥陀像を戴いている 勢至菩薩は親への孝行を忘れないために 頭に父母の骨を戴き 宝の瓶に白骨を納めて大切にしている 朝は早く起きて手を洗って身を綺麗にし 心を整えてから仏典を読みなさい 夜遅くまで勉強し寝るときには足を洗って 気を落ち着かせて道理について考えなさい 習っているけど心の中に入っていかないのは 酔っ払って無駄話をしているようなもの たくさんの本を読んでも復習しないのは お金を持たずに買い物にいくようなもの 薄い着物で冬の夜も過ごすときも 寒さを我慢して一晩中音読しなさい 食べ物が乏しい夏の日でも 空腹を忘れて一日中勉強しなさい 酒に酔えば心は乱れ 食べすぎると勉強がめんどくさくなる 体が温まれば眠くなるし 横になれば怠け心が起こってくる 匡衡は夜に勉強するために 壁に穴をあけて月の光が入るようにした 孫教は勉強をするために 戸を閉じて誰も中に入れなかった 蘇秦は勉強をするために 眠くなったら錐を股にさして目を覚ました 俊教は勉強をするために 首に縄をかけて眠らないように工夫した 車胤は夜に勉強するのが好きで 蛍を集めて灯の代わりにした 宣士は夜に勉強するのが好きで 雪を積んで雪明りの下で勉強した 休穆は読書に没頭するあまり 被っていた冠が落ちるのに気が付かなかった 高鳳は読書に没頭するあまり 麦が雨で流されるのに気が付かなかった 劉完は機織りをしながら 書をそらんじていた 倪寛は畑を耕しながらも 腰に本を挟んで持ち歩いていた これらの人たちは 昼も夜も一所懸命に勉強したから 学問を好む空気が国中に満ちて 碩学と呼ばれ尊敬されるようになった サイコロを筒に入れて振っているときでも 口ではいつも仏の教えを唱えてなさい 弓を削り矢を作り戦う準備をしているときも 腰には常に学問の本を挟んでいなさい 張儀が新旧の文を朗々と口ずさむと 枯木の林が身を結んだ 亀耄が史記の一節を唱えると 死者が蘇って白骨に脂がのってきた 伯英は九歳のときから学び始めると すぐに学才を発揮して博士となった 宗吏は七十歳にして学び始めると 師から直接学問を伝授された 智恵のある人は貧しい生まれでも 高い位に登っていく 愚かな人は高い位の家に生まれたとしても 地獄の底まで堕ちていく 智恵のある人がたまたま犯した失敗が 大きなものでも地獄に堕ちることはない 愚かな人が犯した失敗は 小さいものであっても必ず地獄に堕ちる 愚かな人は常に何かを心配している それは監獄に囚われている人のようです 智恵のある人は常に楽しんでいる 素晴らしく居心地のいい所にいるようなもの 父の恩は山よりも高く 仙人の住む須弥山すら低く見える 母の徳は海よりも深く どんなに青く広い海でも浅く感じてしまう 私たちの骨は父の名残 私たちの肉は母の名残 私たちの五体は 父母の体を半分ずつ受け継いでいる 私たちは母のお腹の中に十か月います 母は身心を削る苦労をしてくれる 生まれ出て数年の間は 父母にお世話をかけて養ってもらう 昼は父の膝に乗って 頭を撫でてもらうことが何年も続き 夜は母の懐に寝て 数百弁の乳を飲ませてもらう 人は朝は山に入って 動物を殺して妻子を養っている 夕方には大河に行って 魚を獲って食料にして命を繋いでいる 毎日の生活のために 殺生という悪業をつくって 朝夕のごはんをいただいている 我々人間は地獄に堕ちてもおかしくない 人から恩を受けたのに忘れるのは 鳥が樹の枝を枯らすようなもの 人からもてなしを受けて感謝しないのは 鹿が草をだめにしてしまうようなもの 酉夢は父親と争って殺してしまった すると雷が落ちて酉夢の体を引き裂いた 班婦が母親を罵ったら 蛇の霊が現れて班婦の命を吸い取った 郭巨は母の孝養のために 穴を掘ったら金でできた釜を掘り当てた 姜詩は母のために遠くに行き 水を汲んでいたが庭から水が湧きだしてきた 孟宗が真冬に母のために筍を探していると 深い雪の中から筍が出てきた 王祥が父の好物の魚が獲れず氷をたたくと 魚が氷の上に踊りあがってきた 舜子が失明した父親を 見て泣いていると父親の両眼が開いた 刑渠が年老いた母のために食べ物を 咬み砕いて与えていると母親は若返った 董永は自分の身を売って 父親の葬儀の費用を作り出した 楊威は山で出会った虎の前で老母を思って 泣いて訴えると虎は黙って立ち去った 顔烏が墓に土を運んでいると カラスが飛んできて埋葬を手伝ってくれた 許牧が自分で土を運んで墓を作っていると 松と柏の木が生えてきて立派な墓になった これらの親孝行な人たちは皆 父母に孝行を尽くしたので 仏や神様があわれんで 望みを成就させたでしょう 生き死にする命は定まるものではない だから早く悟りの境地に到れるように 欲がある人間の身は清らかではないから すぐ智恵を身に付けるべき 最も遠ざけるべきものは欲望渦巻くこの世 会った人と別れなければいけない苦しみ 最も恐れるべきものは地獄、飢鬼、畜生 修羅、人間、天上の六つの世界 生きている者は死んでしまうという悲しみ 人の寿命はカゲロウみたいなもので 朝に生まれて夕べに死ぬほどはかないもの 芭蕉の葉が風に吹かれて壊れるように 人の体はあっけなく壊れてしまう いくら美しく飾られた服でも あの世への旅の貯えにはならない 黄金とか宝の珠もこの世限りのもので 来世に持っていけるわけではない この世でいくらきらびやかに栄えても 仏の道を悟るのには役立たない 官位や王にかわいがられて就いた職は この世での評判でしかない 長生きの亀や鶴の夫婦の契りも はかない命のある間だけ 夫婦がどれだけ仲が良くても この世に体が存在している間だけ 願いを叶える宝珠の力によっても 高僧の死は避けられず歎くしかない 天上の御殿に招かれる客たちも 地獄で苦しむ人を見て悲しんでいる 須達が身に着けている十の徳によっても 無常には逆らえない 阿育王の持っている七つの宝を使っても 寿命を買うことはできない 沈む月を上らせるほど勢いのある月支も 閻魔大王の使いに縛られてしまう 龍を投げ捨てるほどの力をもつ龍王も 地獄の鬼の杖で打たれてしまう 人は何よりも施しを行うべき 布施は悟りの知恵の糧になるから 財を出し布施をするのを惜しむな 財宝を独り占めすると知恵の差し障りに もし貧しくて 布施をする財がなければ 他人の布施を見て 共に喜びなさい 慈悲の心を抱いていれば一人の施しでも その功徳は大海のようなもの 自分のためだけを考えて施しても その報いは芥子の粒のように小さいもの 砂を集めて仏塔をつくろうとする人は 仏様の肌を研いているようなもの 花を折って仏様に供するような人は 蓮華の台座で花を開かすことができる 短い一句でも信じる力を持てば 転輪王の位を超えることができる 仏様の教えを伝える半偈に聞けば その徳は三千世界の宝よりも優れている 上級者はひたすら仏道修行をしなさい 中級者は四恩に報いるように努めなさい 下級者は六道を繰り返しめぐりなさい そうすれば身分に関わらず仏の道に到れる 童子教は子供達をよい生き方へと誘うために この世の中の道理を説明したもの 日本のものであれば外国のものでもある いろいろな話を見て悪口を言ってはいけない それを聞いて笑ってはいけない その奥にある教えをしっかり学んでください |

## 文献
- 齋藤孝 (教育学者) 『こどもと声を出して読みたい 童子教 江戸・寺子屋の教科書』 2013年 到知出版社